# Dvogrba deva
Dvogrba ili baktrijska deva (lat. Camelus bactrianus) krupni je parnoprstaš iz porodice deva kojemu su prirodno stanište stepe istočne Azije. Za razliku od dromedara s jednom grbom, ova vrsta ima dvije grbe.
Gotovo sve od oko 1,4 milijuna dvogrbih deva su domesticirane, no procjenjuje se da još ima oko 950 divljih jedinki u Kini i Mongoliji. Zato su ove koje još žive u divljini sjeveroistočne Kine i u Mongoliji svrstane u skupinu krtično ugroženih životinja. U nekim sistematikama ove životinje se smatraju zasebnom vrstom odnosno podvrstom Camelus bactrianus ferus.

## Obilježja
Baktrijske deve se već na prvi pogled od dromedara razlikuju sa svoje dvije grbe. Dosežu dužinu tijela do 3 metra, visinu u ramenima do 180 cm, a prosječno su teške 450 do 500 kg. Rep od 35 do 55 cm je relativno kratak. Boja krzna im se kreće od pješčano sive do tamno smeđe. a najduže dlake su im na potiljku i grlu.Zimi imaju izrazito dugo i gusto krzno koje, s porastom temperature, tako brzo odbacuju, da često izgledaju otrcano i zapušteno. Od domesticiranih životinja, divlje se između ostalog razlikuju svjetlijom bojom krzna (najčešće boje pijeska) i tanjim dlakama u krznu, zbog čega im tijela izgledaju vitkija, a grbe šiljastije.
Suprotno većini drugih parnoprstaša koji se oslanjaju na vrhove prstiju "obučene" u kopito, deve dodiruju tlo predzadnjim i zadnjim člancima prstiju. Nemaju kopita nego samo savijene nokte koji štite samo prednji rub stopala. Prsti se oslanjaju na elastične "jastučiće" od vezivnog tkiva koji tvore široko, žuljevito stopalo. Po dva prsta (treći i četvrti) čine središnju os, dok su ostali prsti potpuno zakržljali. Pored toga, deve se kreću izmjenično podižući lijevi odnosno desni par noge istovremeno, zbog čega se u hodu izraženo ljujaju.
Životinje imaju dugačak vrat i izduženu, relativno malu glavu. Gornja usna im je rascijepljena, a radi zaštite od oluje oči imaju dvostruki red dugih trepavica i obrva, a nosnice su dva proreza koje u vrijeme pješčane oluje mogu zatvoriti. Želudac im, kao kod svih deva a slično želucima preživača, ima više odjeljaka što olakšava probavu biljne hrane, a za razliku od preživača, u želucu imaju žlijezde koje luče probavne sokove.
Grbe devama, usprkos uvriježenom mišljenju, ne služi za pohranu vode, nego za masnoću. Pored toga, razvile su i neke posebnosti koje im omogućavaju preživljavanje u teškim uvjetima koji vladaju u područjima gdje žive: građa bubrega omogućuje visoku koncentraciju urina, a u odnosu na druge sisavce, i izmet im je iznimno gust. Posebnost kod njih je da, kao sve deve. Sljedeća njihova posebnost je i ovalni oblik eritrocita. Takav oblik omogućuje devama pijenje velikih količina vode odjednom bez opasnosti od razvodnjavanja organizma (trovanje vodom, hiperhidracija), a devama omogućuje podnošenje velikih tjelesnih napora jer njihovi eritrociti imaju veći afinitet prema kisiku.
Tjelesna temperatura deva može varirati više nego kod većine drugih sisavaca. Razlika tjelesne temperature može biti oko 6 - 8 °C što bitno smanjuje znojenje. Pored toga, podnose i velike razlike vanjskih temperatura, od -30° do +40 °C.

## Rasprostranjenost i životni okoliš
Prvobitno područje nastanjivanja dvogrbih deva pružalo se velikim područjima Srednje Azije, od Kazahstana sve do Mongolije i do sjeverne Kine, a prema sjeveru, dvogrbu devu može se sresti sve do Omska, na Bajkalskom jezeru, što je oko 55 stupnjeva sjeverne geografske širine.
Dvogrbe deve prilagođene su izrazito suhim staništima. Zimi se zadržavaju duž rijeka, a ljeti odlaze u područja sušnih stepa i polupostinja.

## Podvrste
Neki znanstvenici vjeruju da postoje dokazi da je baktrijsku devu moguće podijeliti na različite podvrste. Istraživana je naročito populacija baktrijskih deva koja živi u Gašun Gobi, dijelu pustinje Gobi. Od domesticiranih, ova populacija razlikuje se i tvorbom gena i ponašanjem. Vjerojatno postoje najmanje tri segmenta u tvorbi gena koji se razlikuju od domesticiranih i najmanje 3% razlike u osnovi genetskog koda. No, s tako malim brojem divljih dvogrbih deva teško je utvrditi kakva bi prirodna genetska raznolikost unutar populacija mogla biti.
Na temelju razlika u građi tijela i boljeg korištenja slankaste vode neki istraživači smatraju divlje dvogrbe deve zasebnom vrstom, ili najmanje podvrstom i nazivaju ju Camelus bactrianus ferus. Riječ je nedvojbeno o jednoj već dugo vremena odvojenoj populaciji koja je danas snažno ugrožena. Genetička istraživanja profesora Han Đianlina (Gansu Agricultural University, Kina) i profesora Oliviera Hanottea (International Livestock Research Institut u Nairobiju, Kenija) pokazala su, da se geni ovih životinja od domesticiranih razlikuju za 3%. Radi usporedbe, geni čovjeka razlikuju se od gena čimpanza za 5%.

## Način života

### Socijalno ponašanje i vrijeme aktivnosti
Dvogrbe deve su dnevno aktivne životinje i žive u haremskim skupinama od najčešće 15 jedinki. Čine ih jedan mužjak, više ženki i njihovih mladunaca. No, neke jedinke žive i solitarno. Prosječna gustoća populacije je 5 jedinki na 100 km2.

### Hrana
Kao sve deve, i dvogrbe deve su biljojedi i jedu sve vrste biljne hrane, i bodljikave i slane. Hrana, samo neznatno sažvakana, dolazi u prednji dio želuca kako bi bila probavljena tek nakon ponovnog žvakanja (vidi preživači). Ovim procesom nalikuju na preživače (Ruminantia), no zoološki gledano, ne uvrštava ih se u tu skupinu. Probavni sustav deva razvio se nezavisno od onog kod preživača, što je vidljivo, između ostalog, i po tome, da u prednjem odjeljku želuca imaju žlijezde.
Dvogrbe deve mogu izdržati bez vode više dana, a prema potrebi, mogu u nekoliko minuta popiti i više od 100 litara. Navedene prilagodbe im pomažu da krajnje štedljivo postupaju s vodom, a pored toga mogu piti i bočatu odnosno čak i slanu vodu.

### Razmnožavanje
Nakon 12 do 14 mjeseci gestacije ženka donosi na svijet najčešće jedno mladunče, rijetko dva. To se događa najčešće tijekom ožujka i travnja. Mladunci dvogrbih deva su potrkušci i već nakon par sati mogu trčati. Sišu godinu i pol, a nakon tri godine su spolno zreli. Očekivani životni vijek procjenjuje se na oko 40 godina.

## Ljudi i baktrijske deve
Smatra se, da je baktrijska deva bila domesticirana (neovisno od dromedara) negdje u vrijeme prije 2500. pr. Kr. vjerojatno u sjevernom Iranu, sjeveroistočnom Afganistanu odnosno jugozapadnom dijelu Turkestana. Za dromedara se vjeruje da je domesticiran između četvrtog i drugog tisućljeća pr. Kr. u Arabiji.
Izvorno dvogrbe deve bile su domesticirane vjerojatno prije svega kao tegleće životinje. Izviješća o njihovoj izdržljivosti navode, da mogu nositi od 170 do 270 kg dnevno na udaljenost od 47 km. No, koriste se i različiti njihovi "proizvodi": pije se mlijeko, jede meso, masnoća iz "grbe" se koristi za kuhanje, a krzno za izradu odjevnih predmeta ili kao pokrivač.
Baktrijska deva kroz povijest je vrlo često bila predmet zanimanja umjetnika. Na primjer, stranci sa zapada, koji su dolazili od Tarimske zavale ili iz drugih predjela bili su prikazani na brojnim keramičkim figuricama u razdoblju dinastije Tang (618. – 907.).

### Otkriće divljih dvogrbih deva i njihova zaštita
Prvi znanstveni opis dvogrbih deva proveo je Carl von Linné 1758. na temelju domesticiranih životinja. Prvi zapadni znanstvenik koji je sreo divlje dvogrbe deve bio je ruski putnik i prirodoslovac Nikolaj Prževaljski. Sreo ih je 1876. na jezeru Karakošun u Tarimskoj zavali između pustinja Taklamakan i Kuruktaga u kineskoj provinciji Šinđiang. Pošlo mu je za rukom uhvatiti nekoliko životinja i prvi ih je znanstveno opisao. U istom području na njih je naišao i Sven Hedin 1901. godine. Dok je čitavo područje između pustinja Gobi i Taklamakan još u 19. stoljeću bilo nastanjeno ovim životinjama, u prvim desetljećima 20. stoljeća došlo je do razbijanja tog područja na više manjih, međusobno razdvojenih dijelova gdje ih se danas još može sredti. Razlog je bio, prije svega, lov.
Prema službenim procjenama iz 2001. godine, u Kini je živjelo oko 600 a u mongolskoj pustinji Gobi, u zaštićenom području Southern Altay Gobi Nature Reserve (Veliki Gobi rezervat A), još oko 350 divljih dvogrbih deva. U zatočeništvu - koliko je poznato - u Kini i Mongoliji se drži još 15 ovih jedinki.
Osnovan je veći broj zaštićenih rezervata, lov je najstrože zabranjen, no broj jedinki i dalje opada, i nije izvjesno da će broj ovih životinja doista doseći povećanje od 84% do 2033. godine kao što je planirano i uspjeti preživjeti.

## Vanjske poveznice
Sestrinski projekti
|  | Zajednički poslužitelj ima još gradiva o temi Dvogrba deva |
|  | Wikivrste imaju podatke o taksonu Dvogrba deva             |